# Steady.
『steady.』（ステディ）は、宝島社が発行していた、女性向け月刊ファッション雑誌である。

## 概要
20代後半のOLを対象としており、「かわいい服で通勤したい！」をコンセプトとしていた。セレクトショップなどで育ったカジュアル好きの20代に、オフィスでもOKな「大人可愛い」「上品カジュアル」を提案。
2006年11月に創刊。2010年12月号では70万部発行。20代OL対象としてはカテゴリーで最大規模の部数であった。2024年8月7日発行の9月号をもって休刊となった。

## モデル
五十音順
- 朝日奈央
- 石橋杏奈
- 泉里香
- 宇垣美里
- 梅澤レナ
- 加藤夏希
- 古川美有
- 三枝こころ
- 坂田梨香子
- 里海
- 高橋愛
- 千国めぐみ
- Niki
- 野崎萌香
- 堀田茜
- 美優
- 森絵梨佳
- 矢島舞美
- 矢野未希子
- 優木まおみ

他多数

### 連載
- マツコ・デラックス
- 北川景子
- 蝶々
- 高橋ミカ
- 小出恵介
- バカリズム
- 石原さとみ

## 姉妹誌
- sweet - 20代カジュアル、発行部数100万部。
- InRed - 30代女性向け。発行部数70万部。
- SPRiNG - 20代ゆるカジファッション、発行部数50万部。